# Olax austrosinensis
Olax austrosinensis är en tvåhjärtbladig växtart som beskrevs av Yeou Ruenn Ling. Olax austrosinensis ingår i släktet Olax och familjen Olacaceae. Inga underarter finns listade i Catalogue of Life.